# カマンドーナ
カマンドーナ（伊: Camandona）は、イタリア共和国ピエモンテ州ビエッラ県にある、人口約400人の基礎自治体（コムーネ）。

## 地理

### 位置・広がり

#### 隣接コムーネ
隣接するコムーネは以下の通り。
- ビオーリオ
- カッラビアーナ
- ペッティネンゴ
- ピアット
- ヴァッランツェンゴ
- ヴァッレ・サン・ニコラーオ
- ヴァルディラーナ (トリヴェーロ)
- ヴェーリオ

## 行政

### 分離集落
カマンドーナには、以下の分離集落（フラツィオーネ）がある。
Canova, Cerale, Dagostino, Falletti-Guelpa, Gallo, Governati, Mino, Molino, Pianezze, Piazza, Vacchiero, Viglieno

## 姉妹都市
- Faucigny、フランス 2011年